# Province de Phetburi
Phetburi (en thaï : เพชรบุรี ; API : [pʰétt͡ɕʰáʔbùʔriː] ou [pʰétbùʔriː]) appelée aussi fautivement Phetchaburi, Petchaburi, Pejburi, Petchburi est une province (changwat) de Thaïlande.
Située dans le centre du pays, elle est limitée au nord par la province de Ratchaburi et la province de Samut Songkhram, à l'est par le golfe de Thaïlande, au sud par la province de Prachuap Khiri Khan et à l'ouest par  la Birmanie (Région de Tanintharyi).
Sa capitale est la ville de Phetburi. Autre ville importante : Cha-am.

## Subdivisions

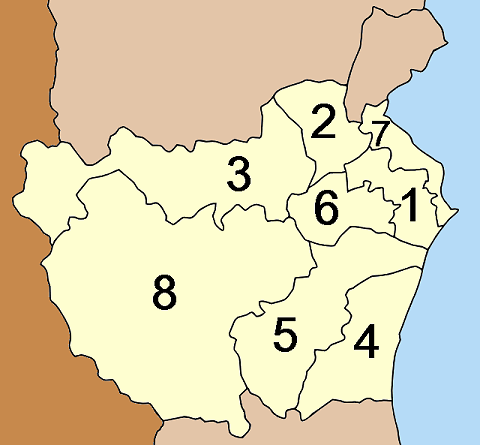
Carte des amphoe de la province de Phetchaburi.

Phetchaburi est subdivisée en 8 districts (amphoe) : 
1 Mueang Phetchaburi (อำเภอเมืองเพชรบุรี) 
2 Khao Yoi (อำเภอเขาย้อย) 
3 Nong Ya Plong (อำเภอหนองหญ้าปล้อง)
4 Cha-am (อำเภอชะอำ) 
5 Tha Yang (อำเภอท่ายาง) 
6 Ban Lat (อำเภอบ้านลาด) 
7 Ban Laem (อำเภอบ้านแหลม) 
8 Kaeng Krachan (อำเภอแก่งกระจาน)
Ces districts sont eux-mêmes subdivisés en 93 sous-districts (tambon) et 681 villages (muban).

## Voir aussi

Plages
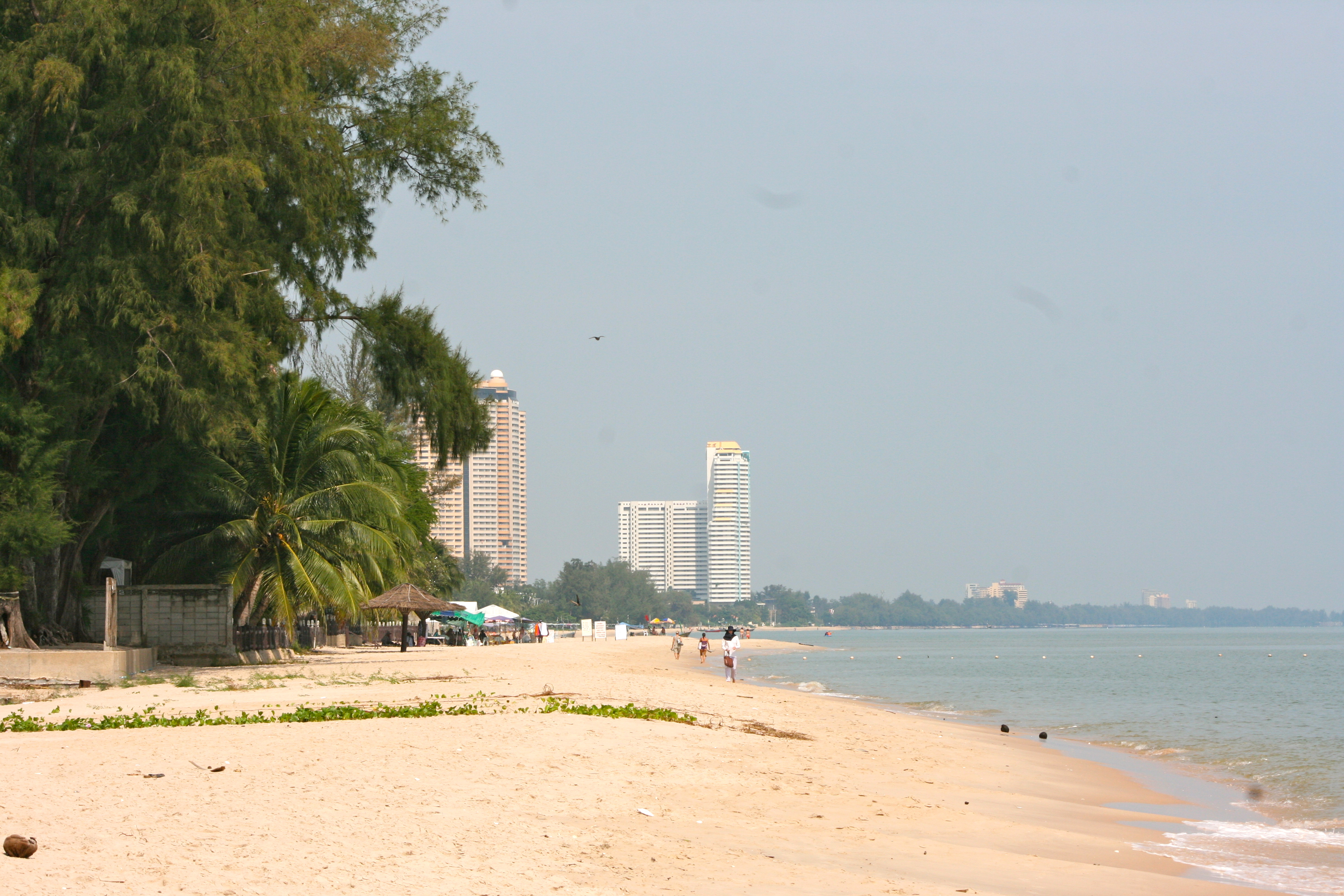
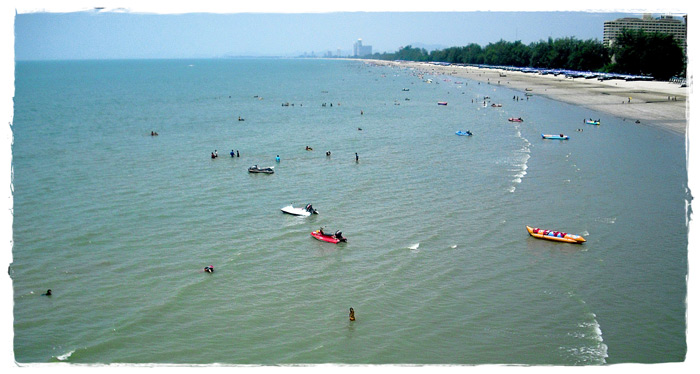
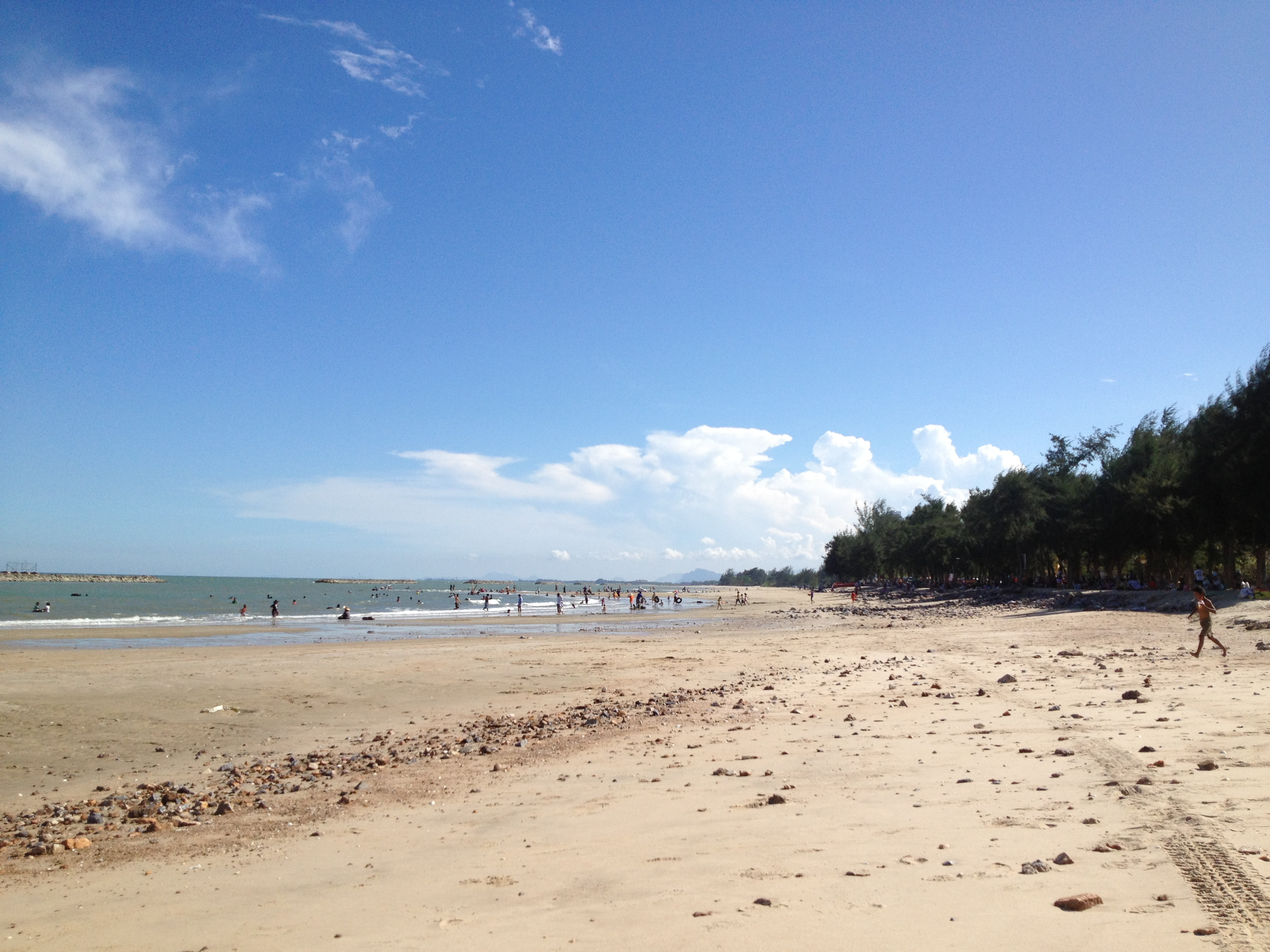
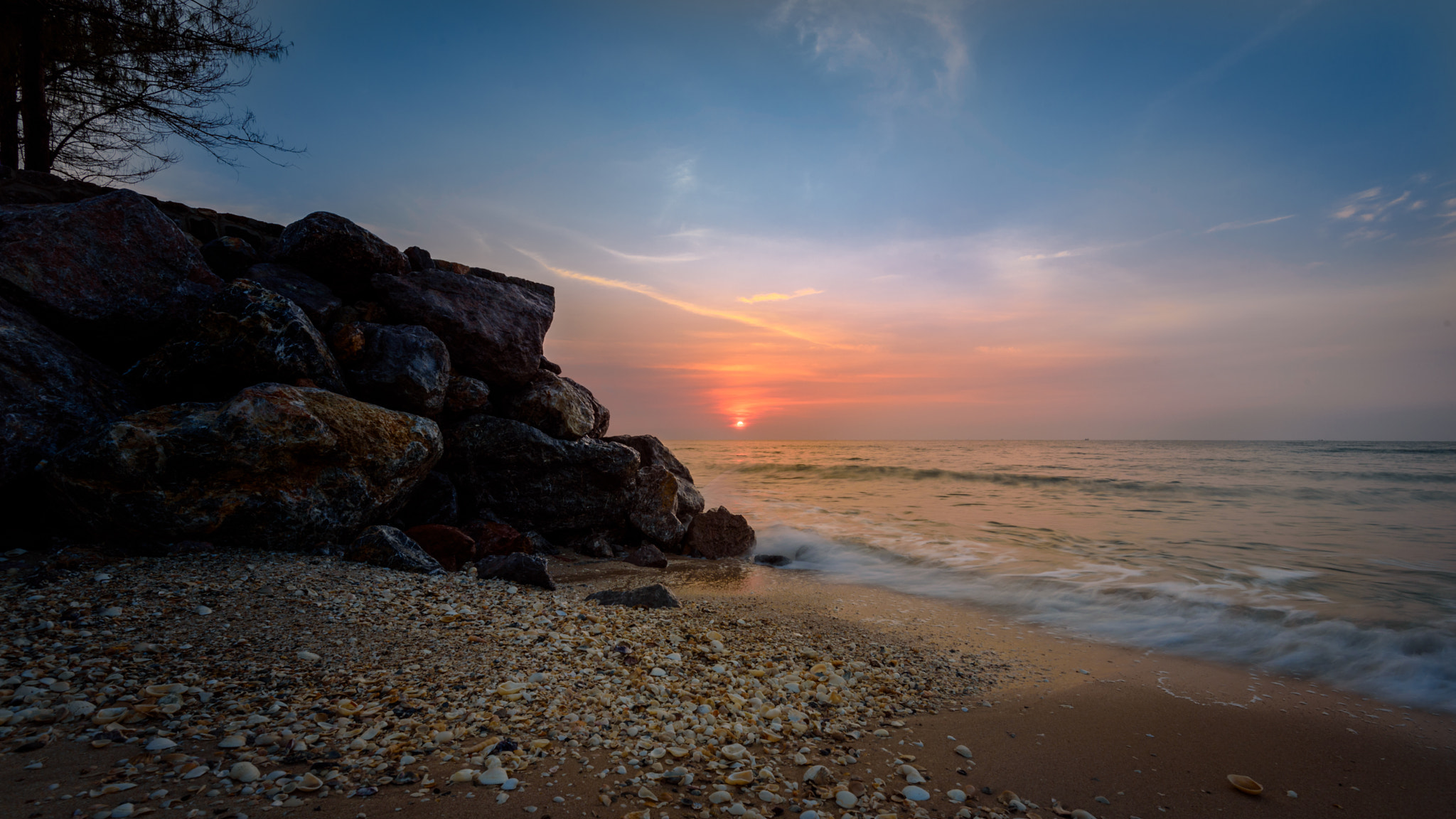

Statue géante d'un personnage du Phra Apai Mani de Sunthorn Phu
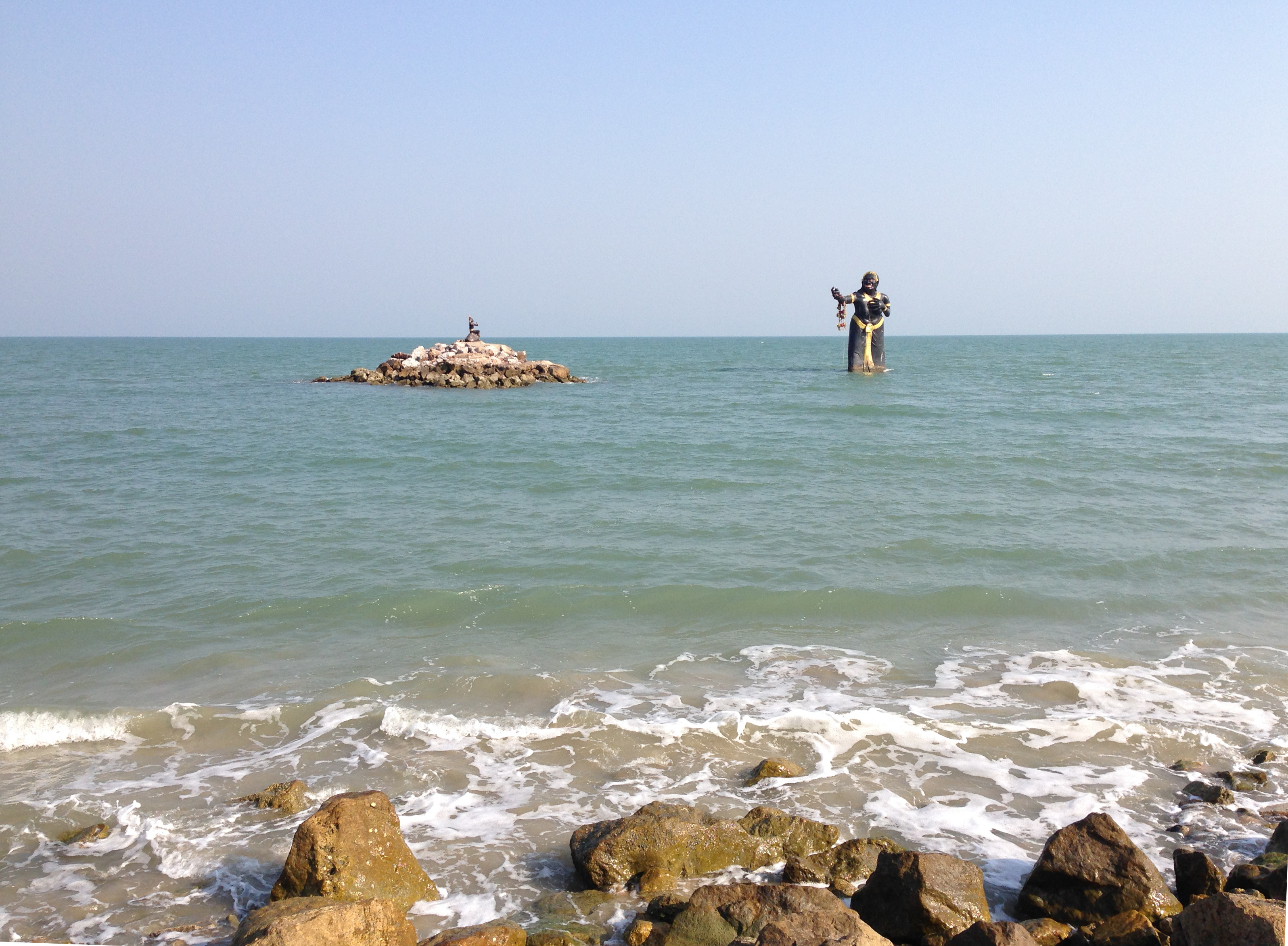
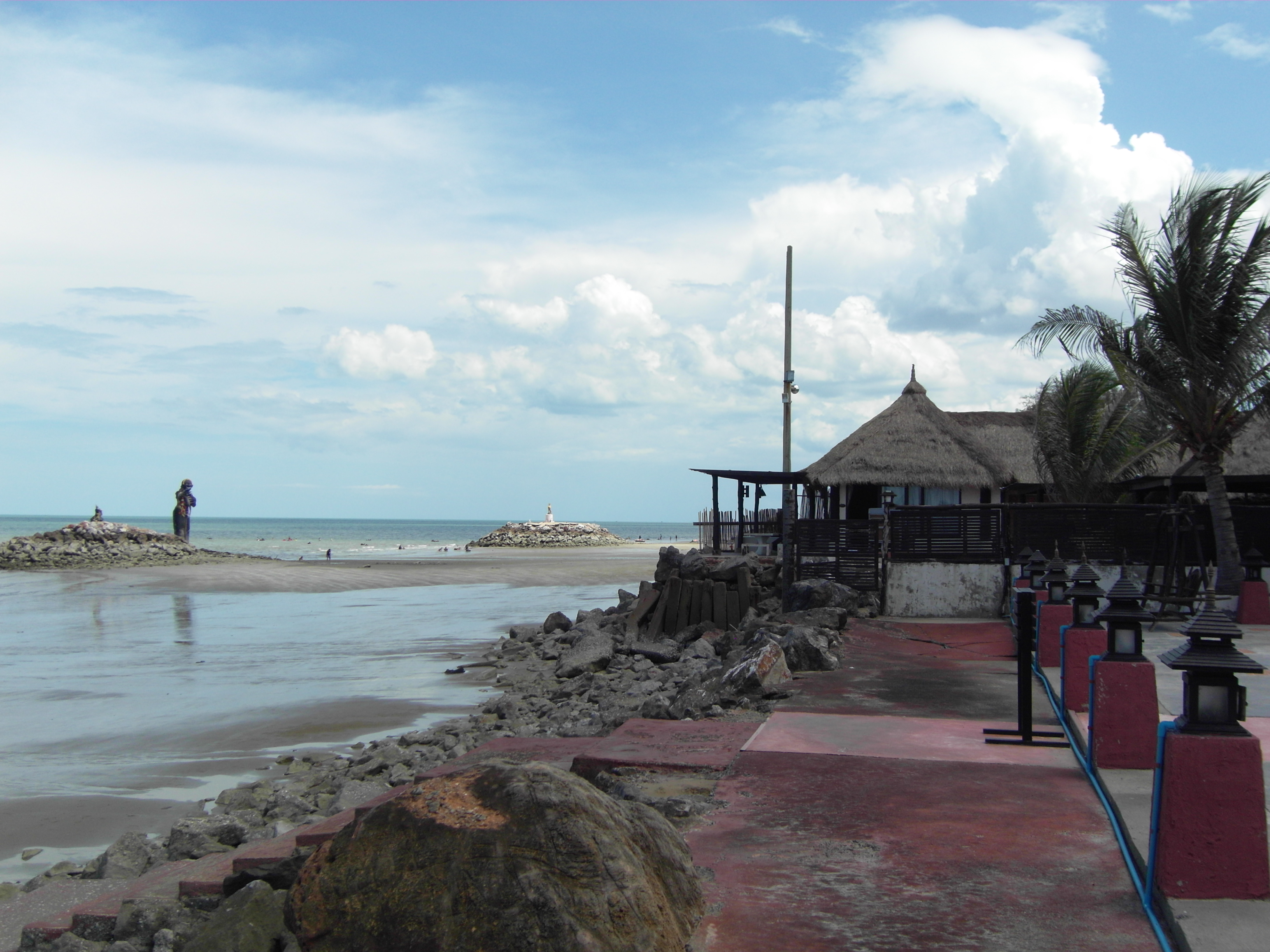
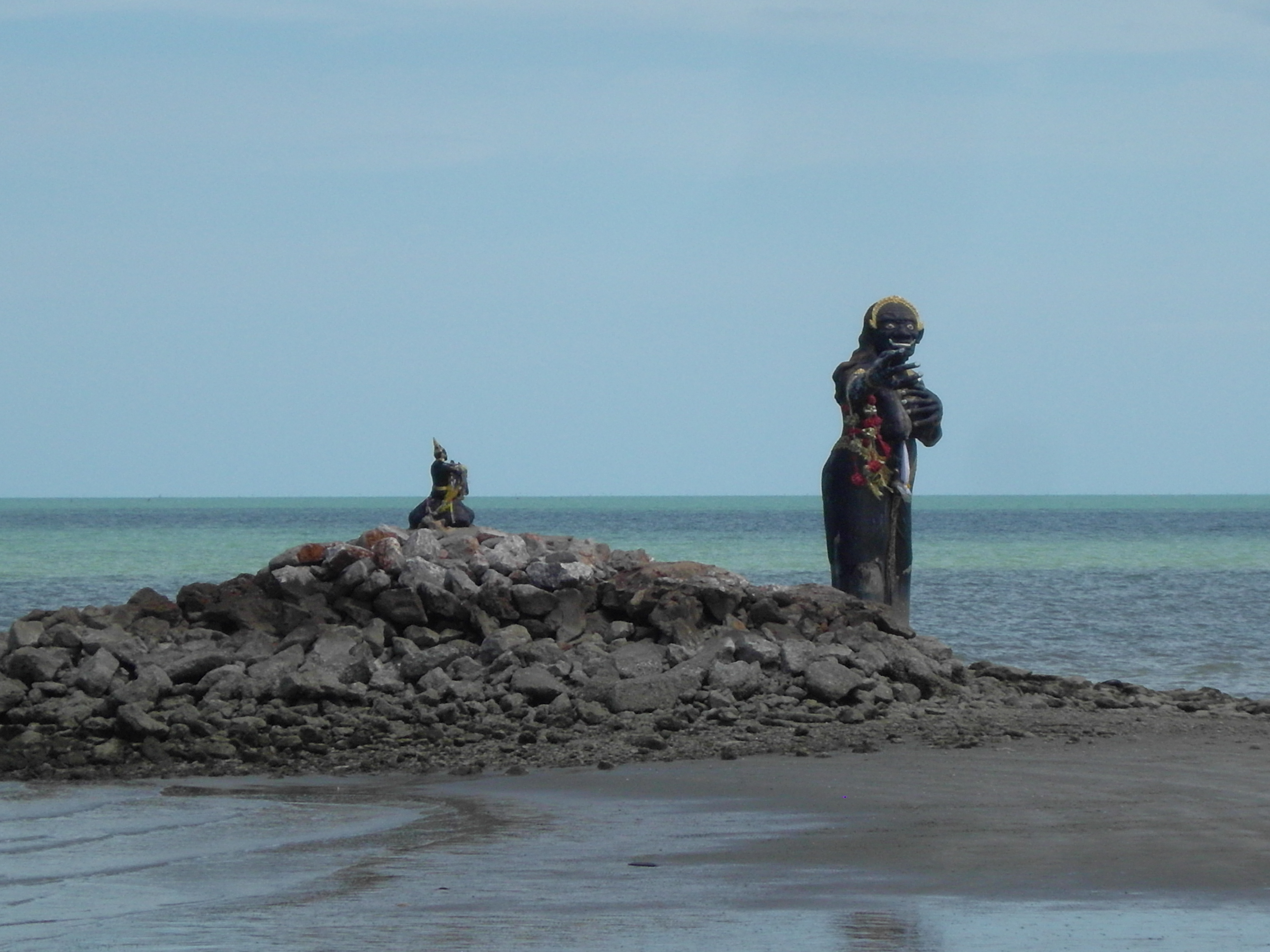